# Râmniceanca
Râmniceanca – wieś w Rumunii, w okręgu Vrancea, w gminie Vârteșcoiu. W 2011 roku liczyła 271
mieszkańców.